# Andrea Misse
Andrea Misse, argentinska plesalka tanga, * 10. avgust 1976, Buenos Aires, † 2. januar 2012.
Andrea je bila znana plesalka argentinskega tanga. Plesno pot je začela že v petem letu starosti v argentinski folklori. Tanga pa se je začela učiti z enajstimi leti pri plesalcu Carlosu Rivaroli. Od leta 1991 se je štiri leta učila pri plesalcu Miguelu Angelu Zottu. Učila se je tudi pri Osvaldu Zottu in Antoniu Todaru. Najprej je nekaj let sodelovala s plesalcem Leandrom Paloum, s katerim sta leta 2003 odprla plesno šolo v Londonu. Od leta 2005 pa je sodelovala s plesalcem Javierjem Rodríguezom s katerim je poučevala in nastopala na festivalih tanga po vsem svetu. Čeprav noben od njenih staršev ni bil plesalec so v družini Misse poleg nje še trije profesionalni plesalci tanga, njena brata Sebastian in Gabriel, ter sestra Stella.